# ديلي ميرور
الدايلي ميرور صحيفة بريطانية يومية تغير اسمها خلال فترة التسعينيات إلى «ذا ميرور» ثم أعيد مرة أخرى إلى الدايلي ميرور سنة 2002 م. بدأ إصدار الصحيفة سنة 1903 م على يد ألفريد هارمسورث كصحيفة نسائية لكنها لم تلاق النجاح الكافي فسرعان ما قام بتغيير مضمون الصحيفة وأضاف إليها الصور مما أدى إلى ازدياد شعبيتها.
انتقلت ملكية الصحيفة بعد ذلك إلى هارولد هارمسورث أخي الفريد هارمسورث ثم اشتراها روبرت ماكسويل في 1984 م. حاليا تملكها شركة ترينيتي ميرور. في سنة 1978 م أعلنت الصحيفة تأييدها لأنسحاب بريطانيا من إيرلندا

## روابط خارجية
- ديلي ميرور على موقع الموسوعة البريطانية (الإنجليزية)